# Маркиджанська порода
Маркиджа́нська поро́да (італ. Marchigiana) — порода великої рогатої худоби м'ясного напряму продуктивності.
Виведена в Центральній Італії, у області Марке, схрещуванням місцевої худоби з тваринами кіанської породи наприкінці 19 століття як порода робочо-м'ясного напряму. У 20 столітті внаслідок селекції маркиджанську породу перетворено на спеціалізовану м'ясну породу. Масть сіра, шкіра на носі і біля очей темна або чорна, як у кіанської худоби. Жива маса бугаїв становить 1100–1250 кг, корів — 600 кг.
В Італії маркиджанська порода займає 45% всього поголів'я великої рогатої худоби. В Україні маркиджанську породу можна використовувати для промислового схрещування.